# Vestur-Húnavatnssýsla

Vestur-Húnavatnssýsla

Die Vestur-Húnavatnssýsla ist ein Bezirk im Nordwesten Islands.
Der Bezirk liegt westlich der Austur-Húnavatnssýsla und östlich der Strandasýsla. Die größten Ortschaften sind Hvammstangi und Laugarbakki. Im Süden reicht der Bezirk an die Mýrasýsla.
Die Vestur-Húnavatnssýsla liegt im Wahlkreis Norðvesturkjördæmi.